# Sotmås
Sotmås (Ichthyaetus hemprichii) är en måsfågel inom ordningen vadarfåglar som förekommer i delar av Mellanöstern och östra Afrika.

## Utseende och läte
Sotmåsen är en medelstor mås (42–45 cm) med relativt långa vingar (105–113 cm), påtagligt mörk fjäderdräkt och exceptionellt lång näbb. Den skiljer sig från närbesläktade och lika vitögda måsen på tjockare näbb som är grönaktig med tydlig svart ytterdel och röd spets samt kraftigare byggnad. Adult i sommardräkt har mörkbrun huva, vit halvmåne över ögat (vitögd mås har både under och över), sotbrunt bröst och ovansida (ljusare och gråar hos vitögd). Lätena påminner något om tretåig mås, framför allt det skrattande falsettlätet. Andra läten är gällare och strävare än vitögd mås.

## Utbredning och levnadssätt
Sotmåsen förekommer från Röda havet och Persiska viken till södra Pakistan och norra Kenya. Vintertid sprider den ut sig och förekommer då ibland så långt norrut som Eilat och Suez. Den är strängt kustbunden och en allätare.

### Släktestillhörighet
Länge placerades merparten av måsarna och trutarna i släktet Larus. Genetiska studier visar dock att arterna i Larus inte är varandras närmaste släktingar. Pons m.fl. (2005) föreslog att Larus bryts upp i ett antal mindre släkten, varvid sotmåsen placerades i Ichthyaetus. Amerikanska  American Ornithologists' Union (AOU) följde rekommendationerna i juli 2007. Brittiska British Ornithologists’s Union (BOU) liksom Sveriges ornitologiska förenings taxonomikommitté (SOF) valde dock initialt att behålla arterna urskilda i Ichthyaetus i Larus eftersom studier inte visar på några osteologiska skillnader släktena emellan. Efter att även de världsledande auktoriteterna Clements m.fl. och International Ornithological Congress IOC erkände Ichthyaetus följde även SOF (då under namnet BirdLife Sverige) efter 2017. BirdLife International inkluderar dock fortfarande Ichthyaetus i Larus.

## Status och hot
Arten har ett stort utbredningsområde och en stor population, men tros minska i antal, dock inte tillräckligt kraftigt för att den ska betraktas som hotad. IUCN kategoriserar därför arten som livskraftig (LC).

## Namn
Fågelns vetenskapliga artnamn hemprichii hedrar den tyske naturforskaren och upptäcktsresanden Friedrich Wilhelm Hemprich (1796–1825).

## Bildgalleri

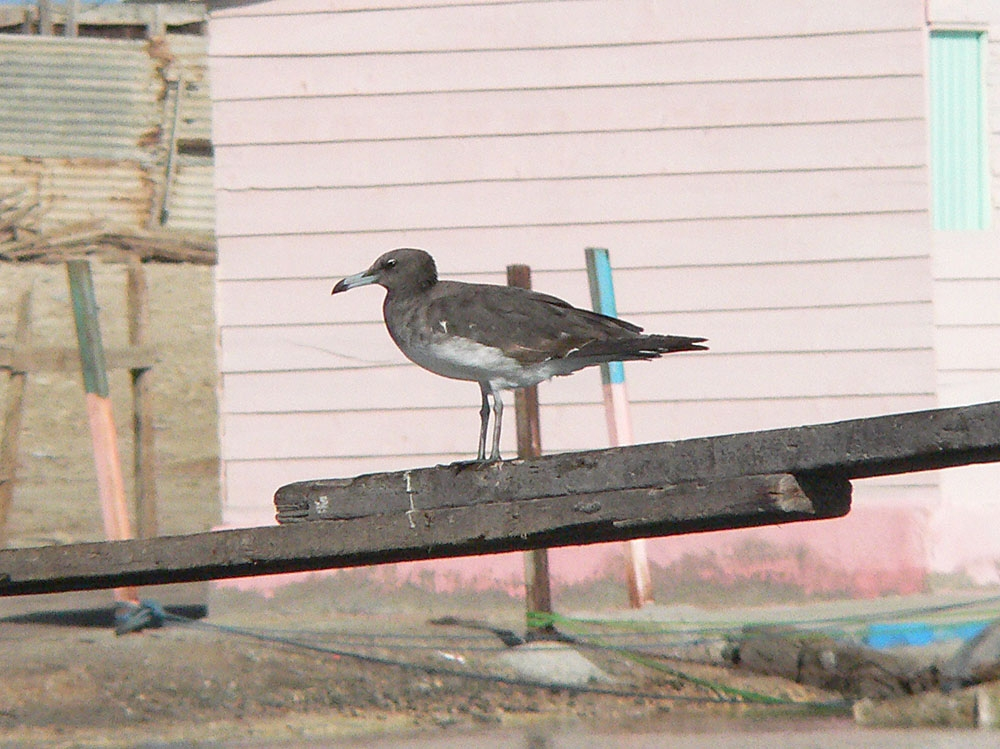
Sotmås under andra kalenderåret (2K) i vinterdräkt.
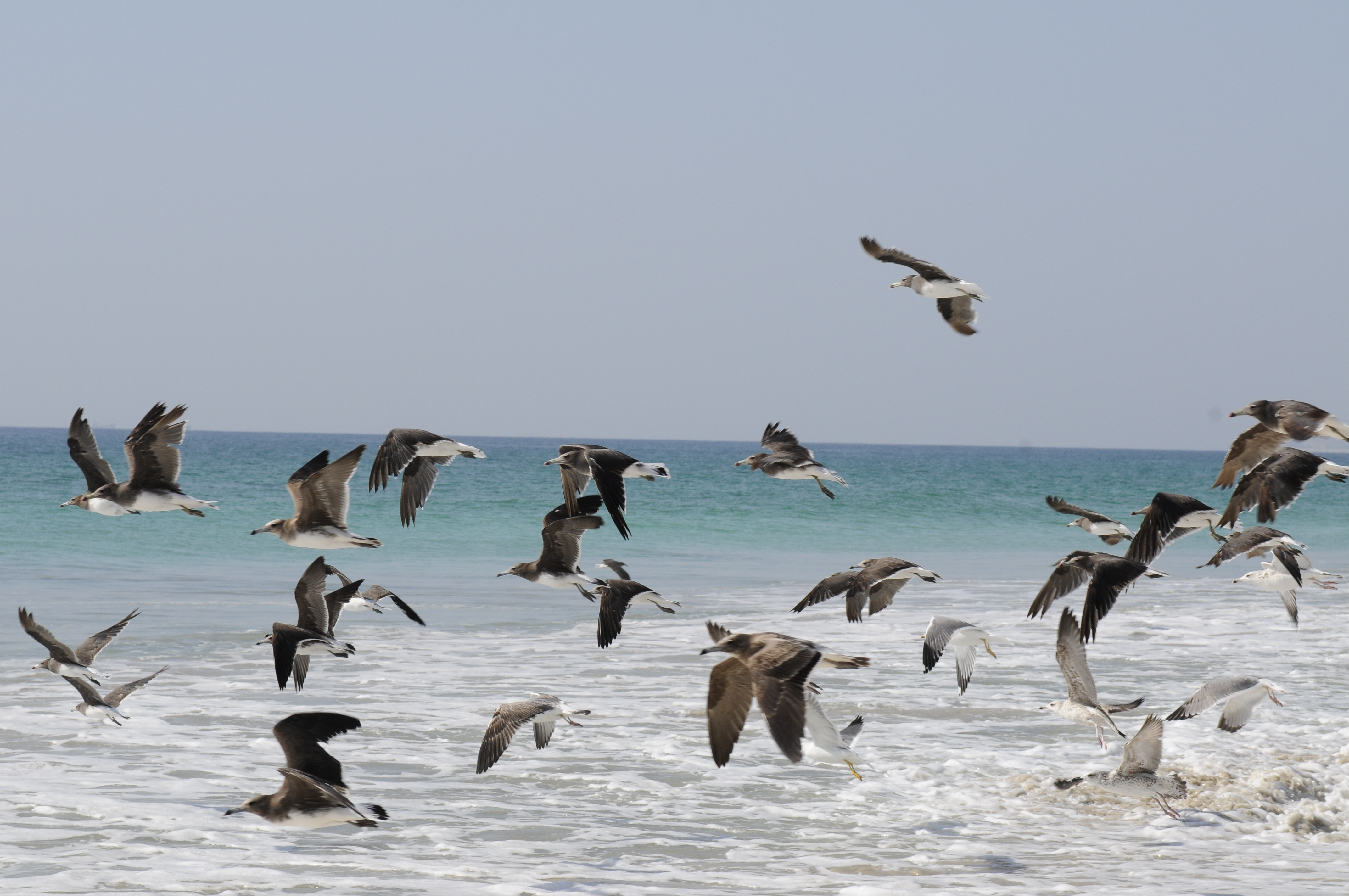
Sotmåsar tillsammans med andra måsfåglar i Oman.
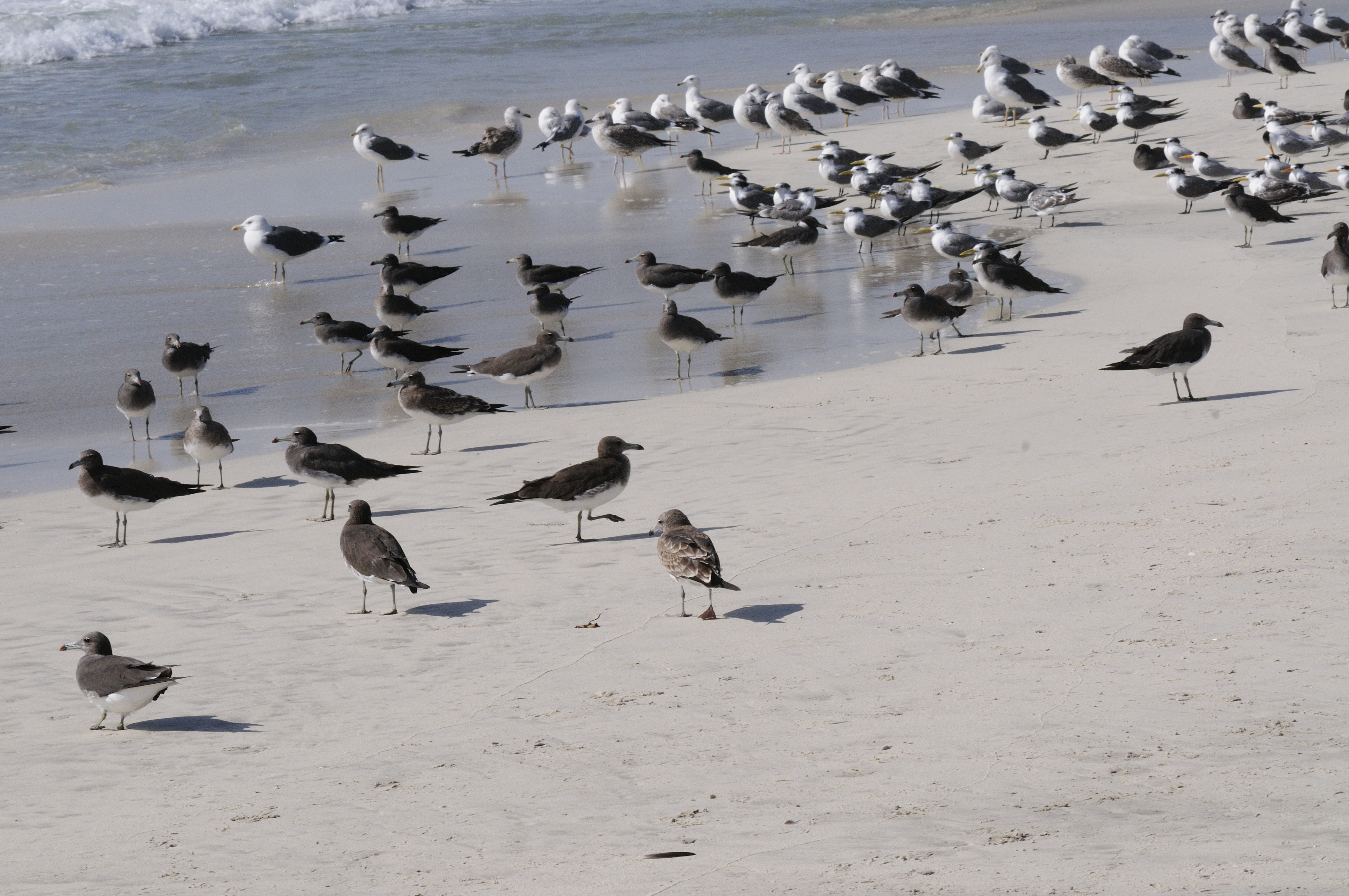
Sotmåsar tillsammans med andra måsfåglar i Oman.
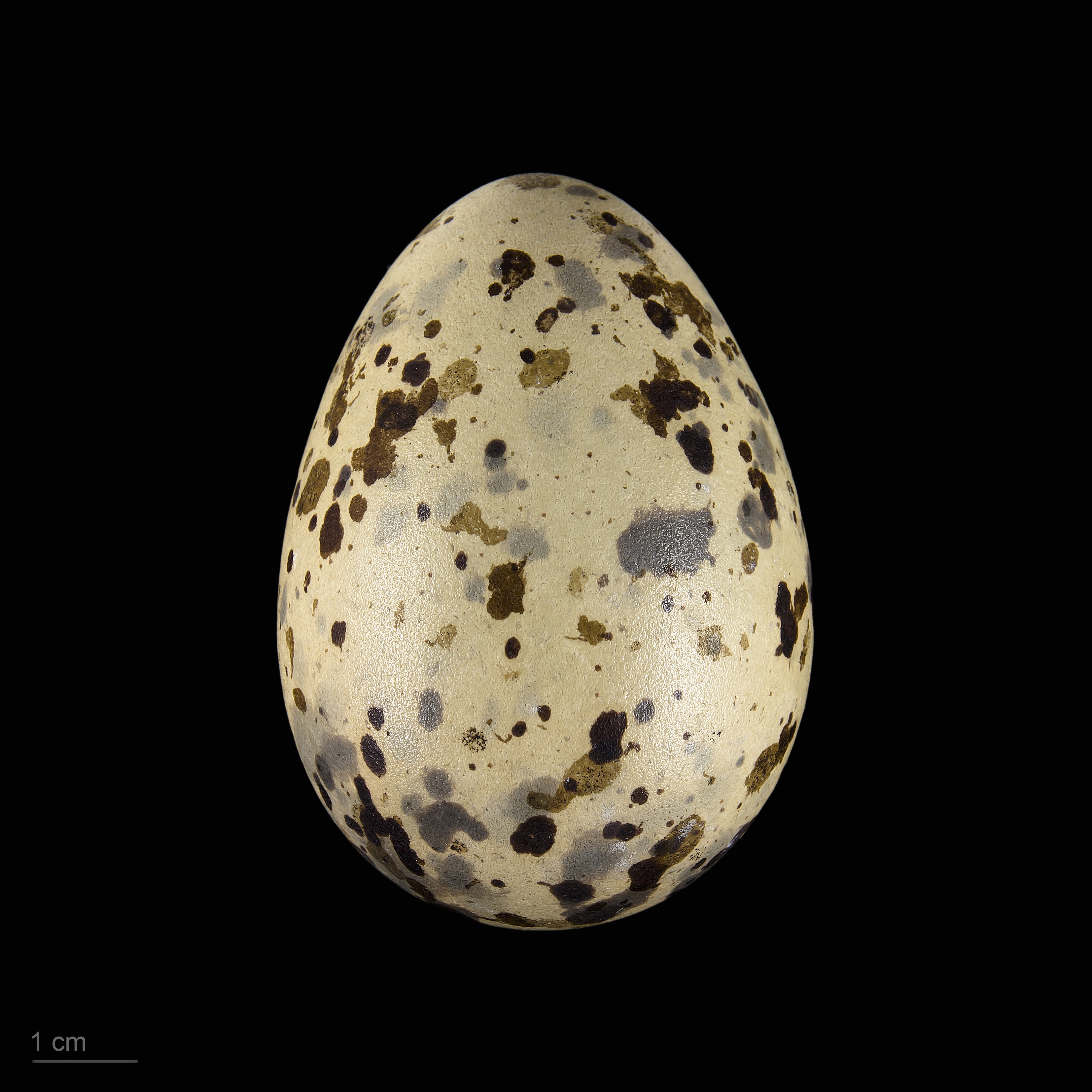
Museum specimen.